# John Duigan
John Duigan, avstralski filmski režiser, * 19. junij 1949, Hampshire, Anglija.

## Življenje
Duigan se je rodil avstralskemu očetu v angleškem Hampshiru. Leta 1961 je emigriral v Avstralijo. Sorodstvene linije ga povezujejo z ostalimi avstralskimi umetniki - njegova sestra je pisateljica Virginia Duigan, ki je poročena z režiserjem Brucom Beresfordom. Duiganova nečakinja je igralka Trilby Beresford.
Do sedaj je režiral 23 filmov, med drugim Romero, Lawn Dogs, The Parole Officer, Sirene in Glava v oblakih. Njegov načrtovani mojstrski opus je bila trilogija o Dannyju Emblingu, projekt o umetniškemu mladeniču, čigar življenje kroji socialno spreminjajoči avstralski svet 60. let in serija pogubnih ljubezenskih zvez. Prva dva filma trilogije, The Year My Voice Broke in Flirtanje, sta naletela na odobravanje filmskih kritikov in sta oba prejela nagradi Avstralskega filmskega instituta za najboljši film. Tretjega filma niso posneli.

## Filmografija

### Režiser
- Glava v oblakih (2004)
- The Parole Officer (2001)
- Ujeta manekenka (2000)
- Molly (1999)
- Lawn Dogs (1997)
- The Leading Man (1996)
- The Journey of August King (1995)
- Sirene (1994)
- Wide Sargasso Sea (1993)
- Flirtanje (1991)
- Romero (1989)
- Fragments of War: The Story of Damien Parer (1988, TV)
- The Year My Voice Broke (1987)
- Vietnam (1987)
- Room to Move (1987, televizijski film)
- Winners (1985, televizijska serija) - episode »Room to Move«
- One Night Stand (1984)
- Far East (1982)
- Winter of Our Dreams (1981)
- Dimboola (1979)
- Mouth to Mouth (1978)
- The Trespassers (1976)
- The Firm Man (1975)

### Igralec
- Bonjour Balwyn (1971)